# Jojo Mayer
Jojo Mayer (ur. 18 stycznia 1963 w Zurychu) – szwajcarski producent muzyczny, muzyk, kompozytor i instrumentalista, wirtuoz instrumentów perkusyjnych. Swój pierwszy zestaw perkusyjny otrzymał w wieku dwóch lat. Jest synem basisty Valiego Mayera. Od 1991 mieszka w Nowym Jorku.
Występuje na festiwalach jazzowych oraz tzw. drum clinics na całym świecie m.in. na Warsaw Summer Jazz Days, Festival di Jazz a Lugano, New York Jazz Festival, International Festival de Jazz Nice, Modern Drummer Festival, Glastonburry Open Air, The Buddy Rich Memorial Scholarship, Krakow Jazz & Rock, The International Drummer-Meeting, Lyon Jazz Festival, Bordeaux Jazz Festival, The Montreal Drum-Fest czy Montreal Jazz Festival. Mayer koncertował również wielokrotnie w Polsce wraz z grupą Nerve.
Czasopismo Modern Drummer określiło go w jednym z felietonów jako "...destined for "Drum God" status!".

## Wideografia
- The 11th Anniversary Modern Drummer Festival Weekend 1998 (DVD, 1998, Alfred Music, ISBN 978-0-7390-5364-5)
- Modern Drummer Festival 2005 (DVD, 2005, Hudson Music)
- JoJo Mayer Secret Weapons for the Modern Drummer. A Guide to Hand Technique (DVD, 2007, Hudson Music)
- JoJo Mayer Secret Weapons for the Modern Drummer Part II. A Guide to Foot Technique (DVD, 2014, Hudson Music)

## Dyskografia
| - 1987 Depart – Depart (LP) - 1988 Stiletto – AF (CD) - 1989 Nordland – Mystery (CD) - 1992 Depart – Letters from nowhere (CD) - 1992 Intergalactic Maiden Ballet – Square Dance Featuring John Zorn (CD) - 1993 Heinz Affolter – China moon ... or the other side of me (CD) - 1994 David Fiuczynski & John Medeski – Lunar Crush (CD) - 1994 The Intergalactic Maiden ballet – Gulf (CD) - 1996 Harry Sokal Rave the Jazz! – Live (CD) - 1996 Jillene – Magic diva (CD) - 1998 Sulfur Delirium – Delirium Tremens (CD) - 1999 Domenico Ferrari 3 – Domenico Ferrari 3 (CD) - 2000 Alex Kirschner – Atlas, a global journey (CD) - 2001 Olga Konkova – Northern Crossing (CD) |  | - 2001 The Vienna Art Orchestra – Artistry in Rhythm: European Suite (CD) - 2002 Echo – Echo (CD) - 2002 Screaming Headless Torsos – Live!! (CD) - 2002 Screaming Headless Torsos – 1995 (CD) - 2003 Domenico Ferrari – Commute (CD) - 2003 Nerve – Ulu (CD) - 2004 Nerve – Psycho Poetry (CD) - 2004 Léo Tardin with Jojo Mayer and Ferenc Nemeth – Grand pianoramax (CD) - 2004 Rebekka Bakken – Art of How to Fall (CD) - 2004 Janek Gwizdala – Mystery to Me (CD) - 2006 Screaming Headless Torsos – Choice Cuts (CD) - 2006 Romano Nardelli, Aldo Sandmeier – Il jazz in Svizzera. I batteristi, parte terza (CD) - 2006 Delia Mayer – These days (CD) - 2007 Nerve – Prohibited beats (CD) |

## Instrumentarium
| Bębny Sonor; wykończenie "Sonor Designer" oraz "Birch Lite" lub "HiLite" oraz "Lite" - 16"x16" lub 18"x16" Bass drum - 12"x4" snare drum - 14"x4" Snare drum - 6" Toca mini-timbale - 10"x9" tom tom - 14"x12" lub 13"x11" tom tom - Opcjonalnie werbel 10"x5" (Designer Series Maple Light), lub 10"x2" "Jungle-Snare". Talerze Sabian - 13" Prototype "Fierce Hats"" - 18" AAX china - 12" HH mini china - 15" AAXplosion crash - 15" HH china - 13" AA fusion hat - 22" HHX Omni Ride - 21" Jojo Mayer signature "Fierce Ride" - 18" HHX Omni Crash - 18" Jojo Mayer signature "Fierce Crash" - 10" HH china kang (opcjonalnie) - 8" AA china splash (opcjonalnie) - 12" AAX splash - 10" AA mini hats - LP hi-hat mounted "jingle ring" (brass jingles) - Pete Engelhart crasher - LP Cyclops tambourine (hammered brass jingles) Osprzęt - 4 Sonor Protec aluminum-alloy cymbal-stands with boom-arms - 2 Sonor Protec aluminum-alloy snare-drum stands - 1 Sonor Protec aluminum-alloy hi-hat-stand, lub opcjonalnie 5000 Designer series hi-hat stand lub Tama lever- glide hi-hat. - Sonor Multiclamps - Sonor Cymbal-stackers - Opcjonalnie rack-system kombinacja komponetów Sonor oraz Gibraltar - 1 Sonor phonic Z53 70 drum Pedal |  | Bębny Sonor "Designer", Birch Lite lub "Lite" lub "Hilite" - 20"x16" Bass drum - 14"x4" Snare drum - 10"x9" tom tom - 12"x10" tom tom - 14"x12" tom tom - 12"x4" snare drum (Designer Series Birch Light, prototype), lub 10"x5" (Designer Series Maple Light). - Oocjonalnie 16"x14" tom tom - Opcjonalnie 8"x8" tom tom - Opcjonalnie 14"x8" Hilite snare - opcjonalnie 14"x5 1/2" snare steel shell. Talerze Sabian - 13" AAX hi-hats, or 14" AA regular hats - 12" AAX splash - 17" AAX stage crash - 8" AAX splash - 21" Jojo Mayer signature "fierce ride" or 20"HH raw dry ride - 15" AAX studio crash - 18" AAX china - Opcjonalnie 20" HH Manhattan - 6" splash - 8" rocktagon Osprzęt - 6 Sonor Protec aluminum-alloy cymbal-stands with boom-arms - 1 Sonor Protec aluminum-alloy cymbal-holder - 2 Sonor Protec aluminum-alloy snare-drum stands - 1 Sonor Protec aluminum-alloy hi-hat-stand, lub 5000 Designer series hi-hat stand lub Tama lever- glide hi-hat. - 1 Sonor Protec aluminum-alloy double tom tom-holder (on bass drum) - 1 drum seat - Sonor Multiclamps - Sonor Cymbal-stackers - Opcjonalnie rack-system kombinacja komponetów Sonor oraz Gibraltar - 1 Sonor phonic Z53 70 drum Pedal Pałeczki - Vic Firth Jojo Mayer international series signature model Miotełki - Vic Firth DreadLocks Naciągi Naciągi Evans - Bass drum: coated lub clear G1 with Kevlar patch in the center (batter) oraz Coated G1 na zewnątrz - Snare drums: coated G14 lub G1 - Tom toms: coated G12 lub G2 oraz Onyx |